# Nether Langwith
Nether Langwith is een civil parish in het bestuurlijke gebied Bassetlaw, in het Engelse graafschap Nottinghamshire met 526 inwoners.